# Upravni postupak
Upravni postupak je skup pravnih pravila po kojima postupaju tijela državne uprave i pravne osobe s javnim ovlastima kada rješavaju o pravima i obvezama i pravnim interesima građana, i drugih subjekata u pojedinim upravnim stvarima. Upravni postupak je jedinstven, iako se mogu razlikovati opći upravni postupak i posebni upravni postupci koji su uređeni posebnim zakonima (npr. carinski, porezni, i dr.).